# Station Padangpanjang
Padangpanjang is een spoorwegstation in de Indonesische provincie West-Sumatra.

## Bestemmingen
- Wisata Danau Singkarak: naar Station Sawahlunto